# Max veut faire du théâtre
Pour plus de détails, voir Fiche technique et Distribution.
Max veut faire du théâtre ou Max et Jane veulent faire du théâtre ou Max a le feu sacré est un film muet français réalisé par Max Linder, sorti en 1912.

## Synopsis
Max ne veut pas se marier et préfère une carrière de comédien. Jane ne veut pas se marier et préfère la scène. Or le père de Max et la mère de Jane souhaitent les unir. S'ensuivent des quiproquos ...*

## Fiche technique
- Titre : Max veut faire du théâtre
- Titres alternatifs : Max et Jane veulent faire du théâtre et Max a le feu sacré
- Réalisation : Max Linder
- Conseiller technique : René Leprince
- Scénario : Max Linder
- Photographie :
- Montage :
- Société de production : Pathé Frères
- Société de distribution : Pathé Frères
- Pays d'origine :  France
- Langue : film muet avec les intertitres en français
- Métrage : 295 mètres
- Format : Noir et blanc — 35 mm — 1,33:1 — Muet
- Genre :  Comédie
- Durée : 10 minutes
- Numéro de catalogue Pathé : 4911
- Dates de sortie : 
  -  France : 23 février 1912

## Distribution
- Max Linder : Max
- Jane Renouardt : Jane
- Henri Collen : le père
- Gabrielle Lange : la mère
- Charles Mosnier